# Нью-Інгленд Революшн
«Нью-Інгленд Революшн» (англ. New England Revolution) — американський футбольний клуб з Великого Бостона, який виступає у вищій футбольній лізі США та Канади, в Східній Конференції ліги. Один із клубів-засновників чемпіонату, виступає в лізі з моменту її заснування.
Клуб належить Роберту Крафту, який також є власником «Нью-Інгленд Петріотс», та його сину, Джонатану Крафту, які є головними власниками клубу. Назва «Революшн» пов'язана з подіями Американської революції, які відбувалися на території Нової Англії в 1775—1783 роках.
«Нью-Інгленд» проводить свої домашні поєдинки на стадіоні «Gillette Стедіум». З 1996 по 2001 роки клуб проводив свої домашні матчі на сусідньому, на даний час вже знесеному, стадіні «Фоксборо». На даний час Ревс залишаються єдиною командою-засновницею ліги, яка організовувала трансляцію всіх свої поєдинків по телебаченню.
Першим значним трофеєм «Революшн» був Відкритий Кубок США 2007 року. В наступному 2008 році вони стали переможцями Північноамериканської суперліги. Команда п'ять разів грала в фіналах Кубку МЛС (2002, 2005, 2006, 2007 та 2014 роках). У 2005 році «Ревс» також продемонстрували другий найкращий результат за підсумками регулярної частини сезону. Тим не менше, команда жодного разу не вигравала Кубок МЛС. MLS Supporters' Shield команда здобула у 2021 році.

Логотип клубу 1996—2021 роках

## Досягнення

### Міжнародні
- Північноамериканська суперліга
  -  Володар (1): 2008
  -  Фіналіст (1): 2010

### Національні
- Кубок MLS
  -  Фіналіст (5): 2002, 2005, 2006, 2007, 2014

- MLS Supporters' Shield
  -  Фіналіст (1): 2005

- Відкритий кубок США
  -  Володар (1): 2007
  -  Фіналіст (2): 2001, 2016

- Східна Конференція
  -  Переможець плей-оф (5): 2002, 2005, 2006, 2007, 2014
  -  Переможець регулярного сезону (2): 2002, 2005

#### Малі трофеї
- MLS Fair Play Award
  -  Володар (3): 2003, 2008, 2012

- Desert Diamond Cup
  -  Володар (1): 2016

## Склад команди
Станом на 30 вересня 2016 року. Джерело: Список гравців на офіційному сайті клубу

| №  | Поз. | Нац.         | Гравець        |
| -- | ---- | ------------ | -------------- |
| 1  | ВР   | США          | Коді Кроппер   |
| 2  | ЗХ   | США          | Ендрю Фаррел   |
| 3  | ЗХ   | США          | Джон Маккрері  |
| 4  | НП   | США          | Стів Ньюманн   |
| 6  | ЗХ   | США          | Скотт Колдуелл |
| 7  | ПЗ   | Гана         | Гершон Коффі   |
| 8  | ЗХ   | США          | Кріс Тірні     |
| 10 | НП   | США          | Тіл Банбері    |
| 11 | ПЗ   | США          | Келін Роу      |
| 12 | ПЗ   | Кот-д'Івуар  | Ксав'є Куассі  |
| 13 | НП   | Сьєрра-Леоне | Кей Камара     |
| 14 | ПЗ   | Уругвай      | Дієго Фагундес |
| 15 | ПЗ   | Ямайка       | Джи-Вон Вотсон |

| №  | Поз. | Нац.       | Гравець              |
| -- | ---- | ---------- | -------------------- |
| 16 | ПЗ   | Японія     | Дайго Кобаясі        |
| 17 | НП   | США        | Хуан Агудело         |
| 18 | ВР   | США        | Бред Нейтон          |
| 21 | ПЗ   | Гаїті      | Закарі Еріво         |
| 22 | ВР   | США        | Боббі Шаттлворт      |
| 23 | ЗХ   | Португалія | Жозе Гонсалвеш       |
| 24 | ПЗ   | США        | Лі Нгуєн             |
| 25 | ЗХ   | США        | Деріус Барнс         |
| 28 | ЗХ   | США        | Лондон Вудберрі      |
| 33 | ПЗ   | США        | Донні Сміт           |
| 88 | НП   | Бенін      | Фемі Холлінгер-Янцен |
|    | ВР   | США        | Метт Тернер          |

## Відомі тренери
| Ім'я              | Нац.       | Період                               |
| ----------------- | ---------- | ------------------------------------ |
| Френк Степлтон    | Ірландія   | (1 січня 1996 — 26 вересня 1996)     |
| Томас Ронген      | Нідерланди | (5 листопада 1996 — 24 серпня 1998)  |
| Вальтер Дзенга    | Італія     | (28 жовтня 1998 — 30 вересня 1999)   |
| Стів Нікол (в.о.) | Шотландія  | (1999)                               |
| Фернандо Клавіхо  | США        | (29 листопада 1999 — 23 травня 2002) |
| Стів Нікол (в.о.) | Шотландія  | (23 травня 2002 — 6 листопада 2002)  |
| Стів Нікол        | Шотландія  | (6 листопада 2002 — 24 жовтня 2011)  |
| Джей Гіпс         | США        | (14 листопада 2011 — т.ч.)           |

## Генеральні менеджери
| Ім'я            | З    | До             |
| --------------- | ---- | -------------- |
| Браян О'Донован | 1995 | 2000           |
| Тодд Сміт       | 2001 | 2002           |
| Крейг Торнберг  | 2003 | 2008           |
| Майкл Барнс     | 2011 | теперішній час |